# Raion de Bòikivske
El raion de Bòikivske (en ucraïnès Бойківський район) és un antic raion de l'óblast de Donetsk d'Ucraïna.
Comprèn una superfície de 1300 km². La capital és la ciutat de Bòikivske. Segons les estimacions, el 2010 tenia una població total de 35.058 habitants. El seu codi KOATUU és 1424800000, el codi postal 87100 i el prefix telefònic +380 6279.